# Carl Wilhelm Zimmermann
Carl Wilhelm Zimmermann (* 3. Oktober 1782 in Darmstadt; † 14. September 1856 ebenda) war Finanzminister des Großherzogtums Hessen und kurzzeitig Präsident des Gesamtministeriums.

## Leben

### Familie
Seine Eltern waren der Präsident der Finanzkammer Ernst Wilhelm Zimmermann (1752–1820) und dessen Ehefrau Sophie Louise Sabine Friederike, geborene von Hert (1759–1826).
Carl Wilhelm Zimmermann heiratete am 13. September 1808 in Darmstadt Johanna Margarethe Fritsch oder Tritsch (1790–1857 oder 1871), Tochter des Gastwirts Johann Peter Fritsch (oder Tritsch).
Aus der Ehe gingen hervor:
- Emma (1809–1887), verheiratet mit dem großherzoglich hessischen Geheimen Finanzrat Heinrich Rothe (1794–1848). Deren Sohn Karl Rothe wurde ebenfalls Staatsminister des Großherzogtums Hessen.
- Marie (1818–1901) heiratete 1845 den späteren preußischen Generalleutnant Kasimir von Dewall.

### Beruf und Politik
Zimmermann studierte Rechtswissenschaften an den Universitäten Gießen und Göttingen. 1802 legte er die Fakultätsprüfung in Gießen ab und erhielt eine Stelle als Sekretariatsakzessist bei der Regierung in Darmstadt. 1803 wurde er Assessor und Generalkassierer der Rentkammer der Provinz Starkenburg und erhielt 1809 den Titel „Hofkammerrat“. 1815 wurde er „Regierungsrat“, ab 1821 bis 1830 Direktor der Hauptstaatskasse des Großherzogtums Hessen. Zugleich war er bis 1830 Oberhofmarschall von Ludewig I., der in diesem Jahr starb. 1830 oder 1831 wurde er Ministerialrat im Finanzministerium, 1845 dann dessen Präsident (Finanzminister). Ab 1833 oder 1834 war er zugleich Mitglied des Staatsrats des Großherzogtums Hessen. 1833 bis 1837 war er „nebenher“ gleichzeitig noch Intendant des Hoftheaters in Darmstadt. Von 1845 oder 1848 bis 1856 war er Präsident des Staatsrates.
Am 10. Dezember 1847 ernannte ihn Großherzog Ludwig II. zum Mitglied auf Lebenszeit in der Ersten Kammer der Landstände des Großherzogtums Hessen, der er aber nur bis 1849 angehörte, als eine geänderte Zusammensetzung der ersten Kammer dazu führte, dass die auf Lebenszeit ernannten Mitglieder ausschieden. 
Vom 2. Juni 1848 bis zum 16. Juli 1848 war er – zugleich immer noch Finanzminister – in Nachfolge von Heinrich von Gagern, der am 19. Mai 1848 zum Präsidenten der Frankfurter Nationalversammlung gewählt worden war, Vorsitzender des Gesamtministeriums (Ministerpräsident). Als Ministerpräsident folgte ihm Heinrich Karl Jaup. Als er am 8. November 1848 auch als Finanzminister ausschied, folgte ihm in dieser Funktion Ludwig Friedrich Carl Schenck zu Schweinsberg. Zum 1. April 1856 wurde er endgültig in den Ruhestand versetzt, ein halbes Jahr später starb er.

## Ehrungen
- 1829 Geheimrat[22]
- 1836 Kommandeurkreuz II. Klasse des Ludewigsordens[23]
- 1844 Geheimer Staatsrat[24]
- 1844 Kommandeurkreuz I. Klasse des Ludewigsordens[25]
- 1852 Großkreuz des Verdienstordens Philipps des Großmütigen[26]